# Tanjunganom (Kaliwiro)
Tanjunganom is een bestuurslaag in het regentschap Wonosobo van de provincie Midden-Java, Indonesië. Tanjunganom telt 3070 inwoners (volkstelling 2010).